# Robot Visions
Robot Visions (Visões de Robô) é um livro de contos de ficção científica do escritor norte-americano Isaac Asimov.
O livro contém os seguintes contos:
- Visões de Robô - Um robô é mandado viajar no tempo, para ver o futuro da humanidade.
- Que Pena - Um robô é miniaturizado e colocado no interior de um ser humano, para operar um coágulo.
- Robbie - Um robô babá. (Primeira história sobre um robô, escrita por Asimov, entre 10 e 22 de maio de 1939).
- Razão - Um robô que não acredita que tenha sido criado por humanos. com Powel e Donovam.
- Mentiroso - Um robô que lia pensamentos - com Susan Calvin.
- Impasse - Um robô deve proteger sua existência - com Powel e Donovam.
- Prova - Pode um robô ser Político - com Susan Calvin e Stephen Bierley.
- O pequeno robô desaparecido - O robô que se escondia - com Susan Calvin.
- O Conflito evitável - A Lei zero começa a aparecer - com Susan Calvin, Stephen Bierley.
- Intuição Feminina - Aparece a primeira robô fêmea - com Susan Calvin.
- O Homem Bicentenario - Um robô que deseja ser humano - Transformado em filme
- Um dia - o robô bardo.
- Pense! - Naquela época era ficção, hoje está virando realidade.
- O segregacionista - Órgão artificiais.
- Imagem no Espelho - Uma aventura de Elijah Baley e R. Daneel Olivaw.
- Lenny - O filho de Susan Calvin.
- Escravo das Provas - O robô como revisor ortográfico e gramatical.
- Um Natal sem Rodney - Um robô pode tirar férias?